# Hermannia decumbens
Hermannia decumbens är en malvaväxtart som beskrevs av Carl Ludwig von Willdenow. Hermannia decumbens ingår i släktet Hermannia och familjen malvaväxter. Inga underarter finns listade i Catalogue of Life.